# 손준성 검사 탄핵소추
손준성 검사 탄핵소추는 손준성 검사가 대한민국 제21대 국회의원 선거을 앞두고 김웅 미래통합당 국회의원 후보에게 정치적 의도가 포함된 고발장 사진 등을 담은 메시지를 전송해 검사의 정치적 중립 의무와 공무원의 공익 실현 의무를 규정한 헌법 및 법률에 대한 위반 혐의로 국회에서 탄핵을 소추한 일이다. 재판관 7인의 전원일치 기각이 이뤄졌다.

## 정치권의 탄핵 추진
더불어민주당은 이정섭 검사에 대한 탄핵소추안을 발의하였고, 재적 300명 중 과반인 151명을 넘긴 174명으로 탄핵 소추안을 발의하였다. 국민의힘은 표결에 참여하지 않고 국회 본회의장에서 퇴장하며 탄핵소추안 발의에 대한 항의 표시를 하였다.
| 대한민국 국회 검사(손준성) 탄핵소추안 | 대한민국 국회 검사(손준성) 탄핵소추안 |
| 재적 298명 중 과반인 150명 동의 필요  | 재적 298명 중 과반인 150명 동의 필요  |
| 선택                                  | 득표                                  |
| ------------------------------------- | ------------------------------------- |
| 가                                    | 175 / 298                             |
| 부                                    | 2 / 298                               |
| 기권                                  | 1 / 298                               |
| 무효                                  | 2 / 298                               |
|                                       |                                       |
| 미투표                                | 118 / 298                             |

## 선고 결과
2025년 7월 17일, 헌법재판관 전원은 손준성 검사의 위반 혐의가 확인되나, 파면에 이를 정도는 아니라고 판단하여 기각하였다.